# San José de Bayagnán
San José  (Barangay San Jose) es un barrio de la ciudad de Surigao  situado en la isla de Bayagnán, adyacente a la costa noroeste de la también isla de Mindanao. Forma parte de  la provincia de Surigao del Norte  en la Región Administrativa de Caraga, también denominada Región XIII. Para las elecciones está encuadrado en el Segundo Distrito Electoral.

## Geografía
San José  se encuentra 19 kilómetros al nordeste de la ciudad  de  Surigao ocupando el extremo suroridental   de  la isla de Bayagnán, lindando al noroeste con el barrio de Cagutsán.
Su término comprende la isla de Sagisi situada al suroeste.

## Historia
A finales del siglo XIX  formaba parte del  Tercer Distrito o provincia de Surigao: Con sede en la ciudad de Surigao comprendía  el NE. y Este de la isla de Mindanao y, además, las de Bucas, Dinágat, Ginatúan, Gipdó, Siargao, Sibunga y varios islotes entre los que se encontraba Bayagnán.